# Irving Lerner
Irving Lerner (New York, 7 marzo 1909 – Los Angeles, 25 dicembre 1976) è stato un regista e giornalista statunitense.

## Biografia

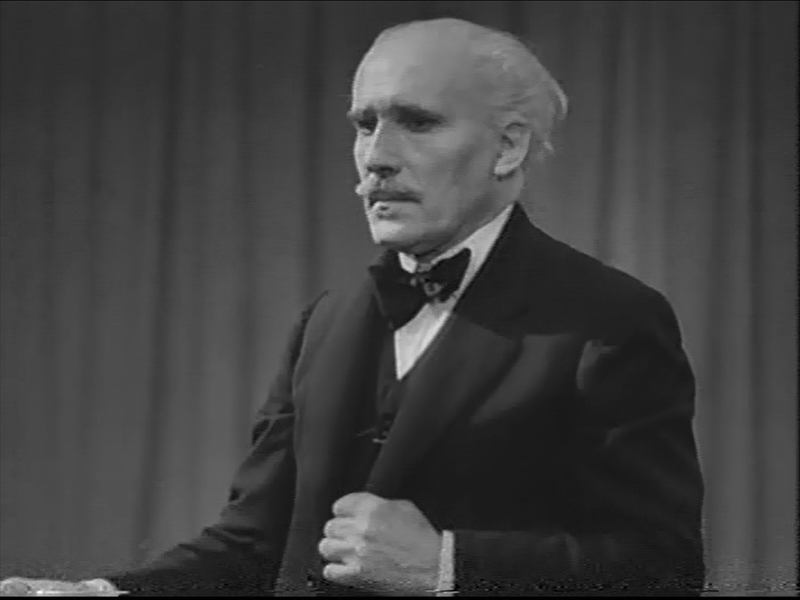
Arturo Toscanini dal film Hymn of the Nations (1944), prodotto da Irving Lerner

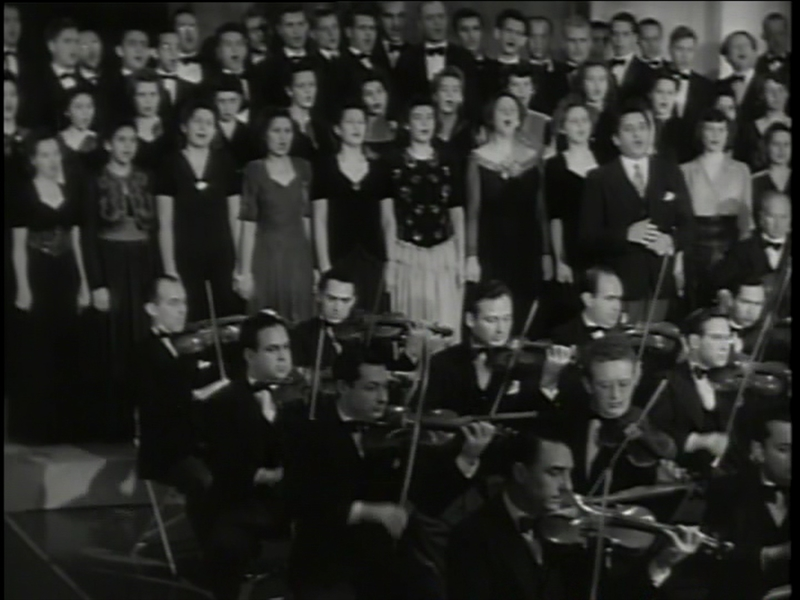
Jan Peerce e il Westminster Choir dal Hymn of the Nations (1944), prodotto da Irving Lerner

Irving Lerner nacque in una famiglia di origine russa, studiò antropologia alla Columbia University, per la quale ha anche realizzato i suoi primi film; è stato redattore di ricerca per l'Enciclopedia delle scienze sociali dell'istituto e ha iniziato a realizzare documentari per il dipartimento di antropologia dell'università nei primi anni trenta.
All'inizio degli anni trenta era membro della Workers Film and Photo League e successivamente della Frontier Films.
Negli anni trenta realizzò film per la Fondazione Rockefeller e fondò la casa cinematografica politicizzata di sinistra Nykino, con Ralph Steiner e Leo Hurwitz 
Ha prodotto documentari per l'Office of War Information durante la seconda guerra mondiale, ma nel 1944, fu sospettato di spionaggio sul ciclotrone all'Università di Berkeley, che era uno dei componenti del Progetto Manhattan; venne arrestato, tuttavia, le prove non furono sufficienti per una condanna.
Dopo la guerra, è diventato il capo dell'istituto di educazione scolastica della Università di New York, realizzando film educativi per l'università.
Ha anche lavorato come direttore della fotografia, redattore e assistente alla regia di altri film, e ha lavorato come regista e direttore della fotografia in diversi documentari, operatore del regista Robert J. Flaherty nel documentario The Land (1942), sulla vita degli agricoltori americani, consulente al montaggio per The Savage Eye e Spartacus (1960, non accreditato).
Nel 1948 Lerner e Joseph Strick co-diressero un breve documentario, Muscle Beach (1948), incentrato sulle immagini di una spiaggia estiva affollata, dove si esibiscono acrobati e sollevatori di pesi. In seguito, Lerner si è dedicato a lungometraggi a basso costo, dirigendo la commovente scenetta La stirpe di Caino (1949) e il bizzarro Mister Universe (1951), su un bodybuilder che si intrattiene con truffatori e wrestling professionisti.
Ha esordito nel cinema soggetto con Man Crazy (1953), seguito da Edge of Fury (1958), un'anticipazione dei drammi psicologici che segneranno profondamente il cinema degli anni sessanta, specialmente per il modo in cui usa i primi piani, La città nella paura (1959), Assassinio per contratto (1959), che risultarono le sue opere più apprezzate, alcuni thrillers pregevoli, Studs Lunigan (Vivi con rabbia, 1960) dalla trilogia dello scrittore James Thomas Farrell, Il grido della battaglia (1963).
È stato redattore del film di Martin Scorsese nel 1977, New York, New York (1977), ma è morto prima di terminare il taglio. Scorsese gli ha dedicato il film.
Ha svolto anche l'attività di critico cinematografico sulle riviste New Theatre e New Masses.
La carriera di Irving Lerner fu influenzata dalla sua appartenenza alla lista nera di Hollywood (Hollywood blacklist), nota principalmente come la più grande lista nera nell'industria dello spettacolo, che negava il lavoro a sceneggiatori, attori, registi, musicisti e altri professionisti dello spettacolo americani durante la metà del ventesimo secolo, perché accusati di avere simpatie o legami con i comunisti.

## Filmografia
Regista
- Una città chiamata bastarda (A Town Called Bastard) (non accreditato, 1971);
- The Royal Hunt of the Sun (1969);
- Ben Casey (ABC serie TV, 13 episodi, 1961–1965);
- Seaway (serie TV, 1965);
- Mr. Novak (NBC serie TV, 1 episodio, 1963);
- Cry of Battle (1963);
- Corruptors (ABC serie TV, 1 episodio, 1961);
- King of Diamonds (1 episodio, 1961);
- Studs Lonigan (1960);
- City of Fear (1959);
- Murder by Contract (1958);
- Edge of Fury (1958);
- Man Crazy (1953);
- Suicide Attack (1951);
- Muscle Beach (1948);
- To Hear Your Banjo Play (1947);
- Swedes in America (con Ingrid Bergman, 1943).

Produttore
- Hay que matar a B. (co-produttore, 1975);
- The Darwin Adventure (co-produttore, 1972);
- Bad Man's River (produttore esecutivo, 1971);
- Captain Apache (produttore associato, 1971);
- Custer of the West (produttore esecutivo, 1967);
- The Wild Party (supervisione alla produzione, 1956);
- C-Man (produttore, 1949);
- To Hear Your Banjo Play (co-produttore, 1947);
- Hymn of the Nations (produttore non accreditato, 1944).

Redattore
- Mustang: The House That Joe Built (1978);
- The River Niger (1976);
- Steppenwolf (1974);
- Spartacus (non accreditato, 1960);
- The Marines Come Through (1938);
- China Strikes Back (1937).

Vice direttore
- A Town Called Hell (1971);
- Custer of the West (1967):
- Spartacus (non accreditato , 1960);
- Valley Town (1940)
- One Third of a Nation (non accreditato, 1939).

Attore
- Hay que matar a B. (1975);
- On Camera (1 episodio, 1955);
- Pie in the Sky (1935).

Squadra mista
- The Savage Eye (consulente tecnico, 1960);
- God's Little Acre (socio col direttore, 1958);
- Robot Monster (socio di produzione, 1953).

Dipartimento di editing
- New York, New York (supervisore editor, 1977);
- Executive Action (editore associato, 1973).

Manager di produzione
- Uomini in guerra (supervisione alla produzione, 1957).

Direttore della fotografia
- The Land (1942).

Dedicato
- New York, New York (dedicato, 1977).